# Station Muara Kalaban
Muara Kalaban is een spoorwegstation in de Indonesische provincie West-Sumatra.